# Аватар
Аватар (санскрит: अवतार avatāra силазак, у значењу силазак са неба) означава инкарнацију божанства на земљи у хиндуизму. Бог долази да услиши неку потребу човечанства. У том смислу, Заратустра, Буда, Исус и Мухамед сматрају се аватарима. Хиндуси се моле живим или мртвим аватарима.
У делу багавад гита бог Кришна изјављује: „За спас доброга, за уништење зла и због очувања вечног закона, повремено ћу се појављивати у инкарнацијама“ (IV, 8). Лекције којима их уче аватари, човечанство постепено претвара у праксу, проширујући разумевање смисла живота и доприносећи духовној еволуцији. Концепт аватара се развио касно у хиндуистичкој митологији, али се појављује још у списима упанишаде као принцип који се стално изнова објављује свету. Бог Кришна се сматра јединим потпуним аватаром бога Вишну. Остали аватари су делимичне манифестације божанских принципа. Основна функција аватара је увек иста; то је поновно успостављање дарме, или вечног закона (поретка, доктрине). Аватар то чини у складу са духом епохе у којој се појављује. У овом послу им некада помажу чудесне силе у лику помоћника (vibhûti).
Реч аватар се не појављује у ведској литератури; међутим, појављује се у развијеним облицима у постведској литератури, а посебно као именица у пуранској литератури после 6. века. Упркос томе, концепт аватара је компатибилан са садржајем ведске литературе, попут Упанишада, јер је то симболична слика концепта Сагуна Брахмана у филозофији хиндуизма. Ригведа описује Индру као обдареног мистериозном моћи преузимања било каквог облика по вољи. Багавад Гита излаже доктрину Аватара, али са другим терминима осим аватара.
Теолошки, термин се најчешће повезује са хиндуистичким богом Вишнуом, иако је та идеја примењена и на друга божанства. Различити спискови аватара Вишнуа појављују се у хиндуистичким списима, укључујући десет Дашаватара Гаруда Пурану и двадесет два аватара у Багавата Пуране, мада ова последња додаје да су инкарнације Вишнуа безбројне. Аватари Вишнуа су важни у теологији ваишнавизма. У хиндуистичкој традицији шактизма заснованој на богињама, аватари Девија у различитим изгледима као што су Трипура Сундари, Дурга и Кали се обично срећу. Док се аватари других божанстава као што су Ганеша и Шива такође помињу у средњовековним хиндуистичким текстовима, ово је мање заступљено. Доктрина инкарнације је једна од битних разлика између вишнавске и шивистичке традиције хиндуизма.
Концепти инкарнације који су у неким аспектима слични аватару се такође налазе у будизму, хришћанству и другим религијама.
Свето писмо сикизма укључује имена бројних хиндуистичких богова и богиња, али је одбацило доктрину о инкарнацији спаситеља и подржало гледиште светаца хиндуистичког Бакти покрета као што је Намдев, да је безобличан вечни бог у људском срцу, а да је човек свој сопствени спаситељ.

## Аватари Шиве
Иако пурански списи садрже повремене референце на аватаре Шиве, доктрина аватара није универзално прихваћена, нити је опште прихваћена у шивизму. Ставови о доктрини инкарнације су били једна од значајних доктринарних разлика између вишнавизма и шивизма, поред њихових разлика у улози живота домаћина у односу на монашки живот за духовно ослобођење. Шивизам је трансцендентална теологија, где је човек, уз помоћ свог Гуруа, сам себи спаситељ.
Линга Пурана наводи двадесет осам аватара Шиве. У Шива Пурани постоји изразито сајивтска верзија традиционалног мита о аватару: Шива доноси Вирабадру, једну од његових застрашујућих форми, да би смирио Нарасиму, аватара Вишнуа. Када то не успе, Шива се манифестује као човек-лав-птица Сараба која смирује Вишнуовог аватара Нарасимху, човека лава, а Шива тада даје Вишну чакру (што не треба мешати са Сударшан чакром) као поклон. Слична прича је испричана у Шараба Упанишади из касног средњег века. Међутим, вишнијева Двајта школа побија ово шивско виђење Нарасиме. Према неким другим пуранама, Господ Шива је имао 24 аватара, баш као и Господ Вишну.
Ванарски бог Хануман који је помогао Рами (Вишну аватар) неки сматрају једанаестим аватаром Рудра (Шиве). Неки такође верују да су нека регионална божанства попут Кандобе аватари Шиве. Ашватама, син Дроне, такође се сматра Аватаром Господа Шиве.
Шеша и његови аватари (Баларама и Лакшмана) су повремено повезани са Шивом. Ади Шанкара, формулатор Адвајта Веданте, такође се повремено сматра аватаром Шиве.
У Дасам Гранту, Гуру Гобинд Синг је поменуо два аватара Рудре: аватар Дататреја и аватар Параснат.